# Miló de l'Epir
Miló de l'Epir (en llatí Milon, en grec antic Μίλων) fou un general al servei del rei Pirros de l'Epir. Va néixer l'any 310 aC i va morir el 260 aC.
Pirros el va enviar amb una força de 3.000 homes com a guarnició de Tàrent abans de l'arribada del mateix rei a Itàlia, segons diu Joan Zonaràs. Després va acompanyar al rei a les seves campanyes i després de la batalla d'Heraclea va demanar al rei de seguir la guerra en contra de les propostes pacifistes de Cinees.
Quan Pirros va anar a Sicília li va deixar el comandament a Itàlia durant la seva absència. Quan més tard Pirros va sortir d'Itàlia, encara el va deixar a Tàrent al càrrec de la ciutadella, junt amb el seu fill Helenos però molt poc després Pirros els va cridar, segons l'historiador Justí. Zonaràs diu que no va arribar a sortir i que atacat pels tarentins amb suport d'una flota cartaginesa, va rendir la ciutadella als romans a canvi de permetre la seva retirada i la dels seus homes amb seguretat.